# Simon Nielsen
Simon Nielsen (* 27. Oktober 1986 in Herning) ist ein dänischer Eishockeytorwart, der seit Januar 2015 bei Lørenskog IK in der GET-ligaen unter Vertrag steht.

## Karriere
Simon Nielsen begann seine Karriere als Eishockeyspieler in seiner Heimatstadt in der Nachwuchsabteilung von Herning Blue Fox, für dessen Profimannschaft er von 2002 bis 2006 in der AL-Bank Ligaen aktiv war. Mit dem Team gewann der Torwart 2003 und 2005 jeweils den dänischen Meistertitel. Von 2006 bis 2008 spielte er für Henings Ligarivalen Rødovre Mighty Bulls. Anschließend erhielt er zur Saison 2008/09 einen Vertrag bei den Amarillo Gorillas aus der Central Hockey League. Bei diesen wurde er nach einem schwachen Auftritt bereits wieder entlassen, woraufhin er im weiteren Saisonverlauf zunächst nach Herning zurückkehrt, für das er jedoch nur einmal zwischen den Pfosten stand. Die Spielzeit selbst beendete er bei SaPKo Savonlinna in der Mestis, der zweiten finnischen Spielklasse. Bei SaPKo verbrachte er auch die komplette folgende Spielzeit.
In der Saison 2010/11 spielte Nielsen für AaB Ishockey in der AL-Bank Ligaen. Dort konnte er sich mit guten Leistungen für einen Vertrag bei Lukko Rauma aus der finnischen SM-liiga empfehlen. In den folgenden zwei Spieljahren war er zweiter Torhüter bei Lukko, wurde aber auch immer wieder für wenige Spiele an Mannschaften aus der zweiten finnischen Spielklasse, der Mestis, ausgeliehen. Nach der Saison 2012/13 wurde sein Vertrag zunächst nicht verlängert, erst im Oktober 2013 erhielt er erneut einen Vertrag und wurde im weiteren Saisonverlauf an LeKi ausgeliehen.

### International
Für Dänemark nahm Nielsen im Juniorenbereich an der U18-Junioren-B-Weltmeisterschaft 2003, der U18-Junioren-Weltmeisterschaft 2004 sowie den U20-Junioren-B-Weltmeisterschaften 2005 und 2006 teil. Im Seniorenbereich stand er im Aufgebot seines Landes bei den A-Weltmeisterschaften 2005, 2007, 2008, 2011 und 2012. Bei den ersten vier Turnieren im Seniorenbereich blieb er als Ersatztorwart ohne Einsatz. Erst beim Turnier 2012 stand er in vier Spielen zwischen den Pfosten.
Bei den Weltmeisterschaften 2013 und 2014 war Nielsen dann Stammtorhüter der Nationalmannschaft und überzeugte vor allem beim Turnier 2013 mit statistisch sehr guten Werten.

## Erfolge und Auszeichnungen
- 2003 Dänischer Meister mit Herning Blue Fox
- 2003 Aufstieg in die Top-Division bei der U18-Junioren-Weltmeisterschaft der Division I
- 2005 Dänischer Meister mit Herning Blue Fox
- 2005 Niedrigster Gegentorschnitt bei der U20-Junioren-Weltmeisterschaft der Division I, Gruppe B
- 2005 Beste Fangquote bei der U20-Junioren-Weltmeisterschaft der Division I, Gruppe B
- 2008 Dänischer Pokalsieger mit den Rødovre Mighty Bulls

## Familie
Sein Bruder Frans Nielsen ist ebenfalls ein professioneller Eishockeyspieler. Auch sein Vater Frits Nielsen war ein professioneller Eishockeyspieler und arbeitete anschließend als Eishockeytrainer.